# Грейс Прендергаст
Грейс Прендергаст (на английски: Grace Prendergast) е новозеландска състезателка по академично гребане, състезаваща се в дисциплината „двойка без рулеви“ заедно с Кери Гоулър. 
Родена е в Крайстчърч, Нова Зеландия. Състезава се за Avon Rowing Club.
Тя е олимпийска шампионка и сребърна медалистка на игрите (2020) в Токио, четирикратна световна шампионка – през 2014, 2017, 2018 и 2019 г.